# 岩屋神社 (京都市)
岩屋神社是一座位於日本京都府京都市山科區的神社，創始在仁德天皇31年（西元443年），屬於舊鄉社。曾經有一段時間被命名為山城國宇治郡 山科神社二座，但現在已遭否定。
供奉的神明是天忍穗耳命和栲幡千千姬命以及兩神的孩子饒速日命。

## 外部連結
- 岩屋神社官方網站 （日語）